# Bisbat de Glandèves

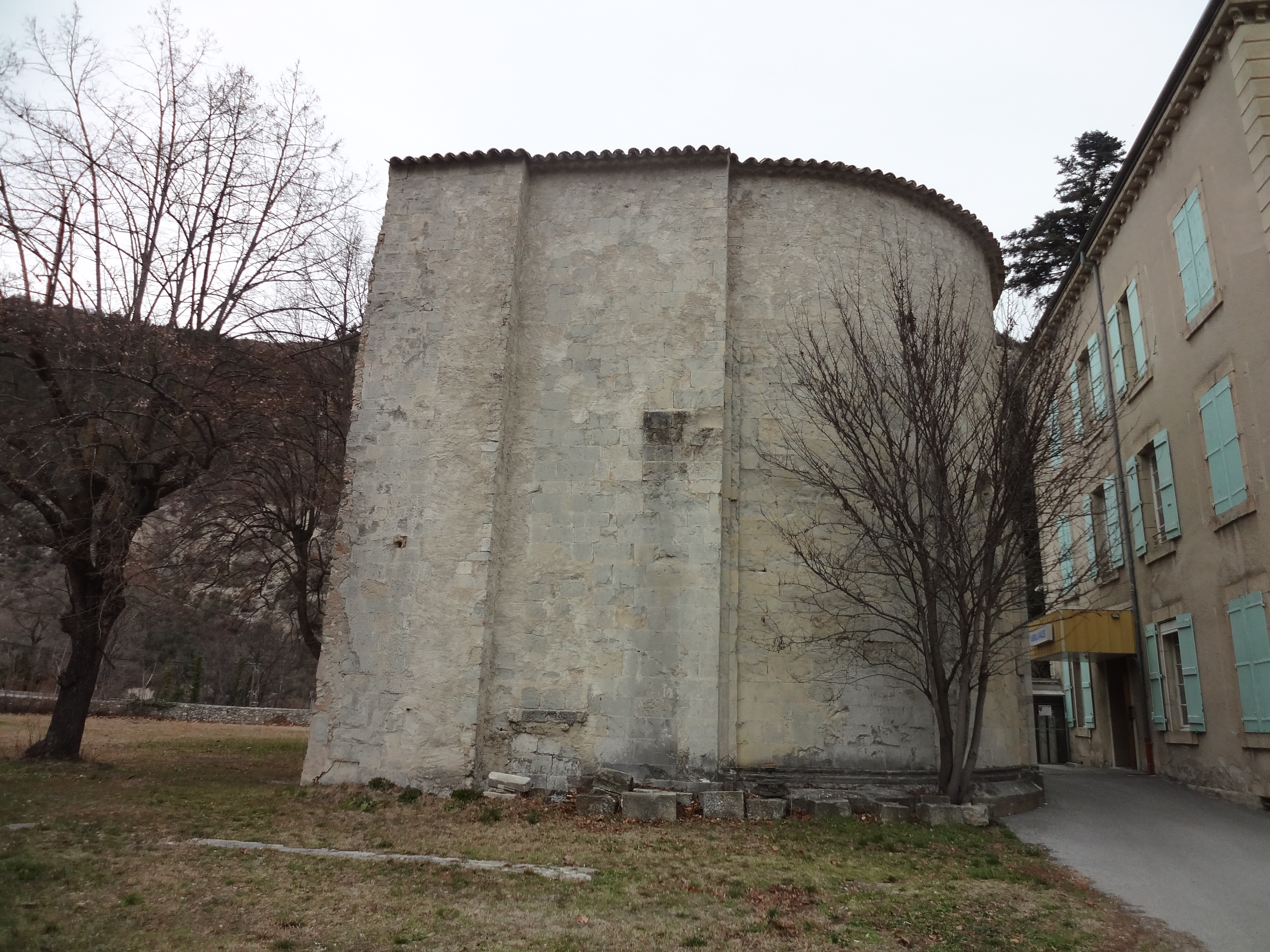
La part absidal de l'antiga catedral de Glandèves

El bisbat de Glandèves (francès: Diocèse de Glandèves, llatí: Dioecesis Glandatensis) és una seu suprimida de l'Església Catòlica a França.

## Territori
La diòcesi de Glandèves incloïa al nord la vall d'Entraunes, l'antic vicariat de Guillaumes; a l'est el marge dret del Cianino fins a la seva confluència amb el Var; a l'oest les valls de Coulomp i Vaire; al sud s'estenia pels municipis de les valls de la Gironda i de l'Estéron fins al Var. Vorejava amb l'arxidiòcesi d'Embrun i amb les diòcesis de Senez, Vence i Niça.
Un bisbat era la ciutat d'Entrevaus, on l'església de Nostra Senyora de l'Assumpció serví com a catedral, consagrada el 1627 més o menys, i que va ser la catedral del la diòcesi amb 1624 al 1801. L'antiga catedral, Notre-Dame-de-la-Sed, es trobava a la localitat de Glandèves: avui només queda la part de l'absis.
El 1770 estaven censades unes 50 parròquies, agrupades en 7 deganats: Entrevaux, Annot, Guillaumes, Lo Puget de Tenier, Sigale, Chanan i Gilette. D'aquestes parròquies, 23 estaven a la part francesa de la diòcesi, mentre que 27 pertanyien a les possessions de Savoia.

## Història
La ciutat romana de Glanate, en francès Glandèves, a la riba dreta del riu Var, va esdevenir un bisbat des de l'antiguitat tardana. La seu s'esmenta per primera vegada al Concili d'Orleans de 541, on està present Claudius episcopus civitatis Glannatinae. Era sufragània de l'arxidiòcesi d'Embrun. En els segles V i VI es coneixen els noms de tres altres bisbes de Glandèves, Basilio, Promoto i Agrezio. A continuació, d'aquesta antiga diòcesi no sap res fins al final del segle x.
Els dos segles següents a l'erecció de la diòcesi van ser els més tranquils, ja que el nombre de batudes duta a terme per els borgonyons, els francs i els llombards destruïren a poc a poc la ciutat, que també va ser saquejada pels sarraïns al voltant de l'any 700, ja que quan ells no van ser expulsats de Provença en 973 a intervenció de Guillem d'Arles.
Aquestes destruccions van obligar a la població a abandonar definitivament Glandèves, que no tenia defenses naturals, i refugiar-se a Entrevaux, on, al segle xv, també es va traslladar el capítol de la catedral, després de l'antiga catedral de Glandèves va ser destruïda en una de les freqüents guerres que en aquella època tingueren lloc a la Provença.
Els bisbes havien viscut per primera vegada en un monestir benedictí de Glandèves; quan la ciutat va ser destruïda van establir la seva seu a Briançonnet, Annot, Thorame i fins i tot a Beuil, al comtat de Niça. Al segle xv es documentà que residien a les bastidiae Glandatensis; en aquesta època van tornar a Glandèves, però no els va seguir el capítol de canonges a Entrevaux, sinó que van romandre a l'antiga ciutat episcopal, on, durant la segona meitat del segle xvii, el bisbe Jean-Dominique Ithier havia construït un nou palau com la seva residència .
Entre els bisbes d'aquesta seu s'inclou Symphorien Bullioud (1508-1520), que també va ser ambaixador de Francesc I de França davant del papa Juli II i capellà del rei de França; François Faure (1651-53), un digne orador sagrat i després bisbe d'Amiens; i Jean-Baptiste de Belloy-Morangle (1752-55), que fou arquebisbe de París on va morir el 1808 gairebé centenari. Henri-Hachette des Portes, l'últim bisbe de Glandèves, va fer adaptar a la capella del seminari l'absis que quedava de l'antiga catedral; el seminari havia estat establert per la seva predecessora Gaspard de Tressemanes.
Des de finals del segle xiv, quan el territori de Niça es va convertir en part de les possessions dels Savoia, la diòcesi de Glandèves es trobava dividida entre dos estats, el francès i el savoià. El 1713, el comtat de Niça es va convertir en una part integrant del Regne de Sardenya; a la part sarda de la diòcesi, el bisbe estava representat per un vicari general que residia a Lo Puget de Tenier i que havia de rebre l'aprovació del govern de Torí.
La diòcesi era una de les més petites i més pobres de França. D'acord amb un informe de 1775, els canonges no van poder celebrar el servei diví a la catedral, sinó a la sagristia, perquè no tenen prou diners per comprar les espelmes que il·luminaven el cor. Els bisbes, a causa del seu origen social majoritàriament pobre i rural, estaven exempts del patrimoni eclesiàstic, és a dir, el traspàs, un cop nomenat per a la seu de Glandèves, la seva riquesa personal per al benefici dels ingressos episcopals.
L'últim bisbe de Glandèves, Henri-Hachette des Portes, quan se li va fer impossible per administrar la seva diòcesi perquè havia estat suprimida per la constitució civil del clergat (1790), es va refugiar a Lo Puget de Tenier en territori de Savoia, on va continuar governant el que romania de la seva diòcesi fins que aquesta regió va ser ocupada per les tropes franceses (octubre de 1792).
Després del concordat entre la Santa Seu i l'Imperi francès, la diocesi de Glandèves va ser suprimida pel papa Pius VII amb la butlla Qui Christi Domini del 15 de juliol de 1801; el seu territori es va dividir entre les diòcesis de Digne i de Niça.

## Cronologia episcoapl
- Claudio † (citat el 541)[1]
- Basilio † (abans del 549 - després del 554)
- Promoto † (citat el 573)
- Agrezio † (citat el 585)
- Guy † (abans del 975 - després del 1012)[2]
- Pons I † (abans del 1029 - després del 1057)
- Pons II † (? - de gener de 1095 renuncià)
- Pierre I † (citat el 1103)[3]
- Imbert o Humbert † (abans del 1108 - després del 1146)
- Isnard o Isoard † (abans del 1159 ? - després del 1164)
- Raymond † (citat el 1179)
- Isnard Grimaldi † (citat el 1190)
- Pierre II † (abans del 1213 - 1225 mort)
- P. (Pierre o Pons) † (abans del 1238 - després del 1245)
- Manuel † (20 de setembre de 1246 - ?)
- B. (Bertrand ?) † (citat el 1267)[4]
- Guillaume † (? mort)
- Anselme Féraud de Glandèves, C.R.S.A. † (1309 - després d'octubre de 1327 mort)
- Jacques de Moustiers, O.P. † (24 de febrer de 1328 - després del 1337 mort)
- Hugues † (1 d'octubre de 1344 - ? mort)
- Bernard de Jacques † (18 de maig de 1352 - 1365 mort)
- Elzéar d'Albe † (7 de gener de 1366 - ?)
- Bertrand Lagier, O.F.M. † (24 de gener de 1368 - 30 de maig de 1371 renuncià)
- Jean Vaqueri † (3 d'octubre de 1375 - 1390 mort)
- Herminc de Viscarustède, O.F.M. † (20 de febrer de 1391 - ?)
- Jean † (17 de desembre de 1404 - ? mort)
- Paul du Caire † (27 de març de 1427 - ? mort)
- Pierre Marin, O.F.M. † (28 de juliol de 1447 - ?)
- Jean Inguimbert de Montigny † (27 d'abril de 1468 - ? mort)
- Mariano de Latvo † (15 de maig de 1469 - 1493 mort)
- Christophe de Latvo † (29 d'abril de 1493 - 1508 renuncià)
- Symphorien Bullioud † (7 de juny de 1508 - 27 de desembre de 1520 nomenat bisbe de Bazas)
- Philippe du Terrail † (26 d'abril de 1521 - 1532 mort)
- Jacques du Terrail, O.S.B. † (7 de febrer de 1532 - 15 de maig de 1535 mort)
- Louis de Charny † (14 de juny de 1535 - ? renuncià)
- Imbert Isserand, O.S.B. † (16 de juny de 1539 - 1548 mort)
- Aimar de Maurigon † (3 de juliol de 1545 - 10 d'abril de 1564 mort)
- Ugolino Martelli † (5 de juliol de 1568 - 1 de novembre de 1592 mort)
- Clément Isnard † (18 d'agost de 1593 - ? renuncià)
- Octave Isnard † (12 de gener de 1605 - 1626 mort)
- René Leclerc, O.M. † (7 de setembre de 1626 - 9 de febrer de 1651 mort)
- François Faure † (9 de juny de 1651 - 23 de març de 1654 nomenat bisbe d'Amiens)
- Jean-Dominique Ithier, O.F.M. † (13 d'abril de 1654 - 12 de setembre de 1672 mort)
- Leon Bacoué, O.F.M. † (27 de novembre de 1673 - 1684 renuncià)
- Charles de Villeneuve de Vence † (4 de juny de 1694[5] - 12 d'abril de 1702 mort)
- César de Sabran † (25 de setembre de 1702 - 1720 mort)
- Dominique Laurent Balbe de Berton de Crillon † (24 de setembre de 1721 - 28 d'octubre de 1747 mort)
- André Dominique Jean-Baptiste de Castellane † (4 de març de 1748 - 8 de setembre de 1751 mort)
- Jean-Baptiste de Belloy-Morangle † (20 de desembre de 1751 - 4 d'agost de 1755 nomenat bisbe de Marsella)
- Gaspard de Tressemanes de Brunet † (24 de setembre de 1755 - 12 de setembre de 1771 renuncià)
- Henri-Hachette des Portes † (22 de juny de 1772 - 1798 mort)
  - Sede vacante (1798-1801)